# Nitrogénio ureico no sangue
O teste de nitrogénio ureico no sangue é um exame que determina a quantidade de nitrogénio no sangue sob a forma de ureia, para além de avaliar a função renal. A ureia é um excedente do metabolismo de proteínas no fígado, sendo expulsa do organismo pelos rins.
Durante o ciclo da ureia, a ureia é produzida pelo fígado enquanto resíduo da digestão de proteínas. O valor normal para um humano adulto situa-se entre os 7 e 21 mg de nitrogénio ureico por cada 100 ml de sangue (7–21 mg/dL). Cada laboratório pode ter diferentes valores de referência.